# Bulbophyllum cyanotriche
Bulbophyllum cyanotriche är en orkidéart som beskrevs av Jaap J. Vermeulen. Bulbophyllum cyanotriche ingår i släktet Bulbophyllum och familjen orkidéer. Inga underarter finns listade i Catalogue of Life.